# 그랜드 하얏트 베이징

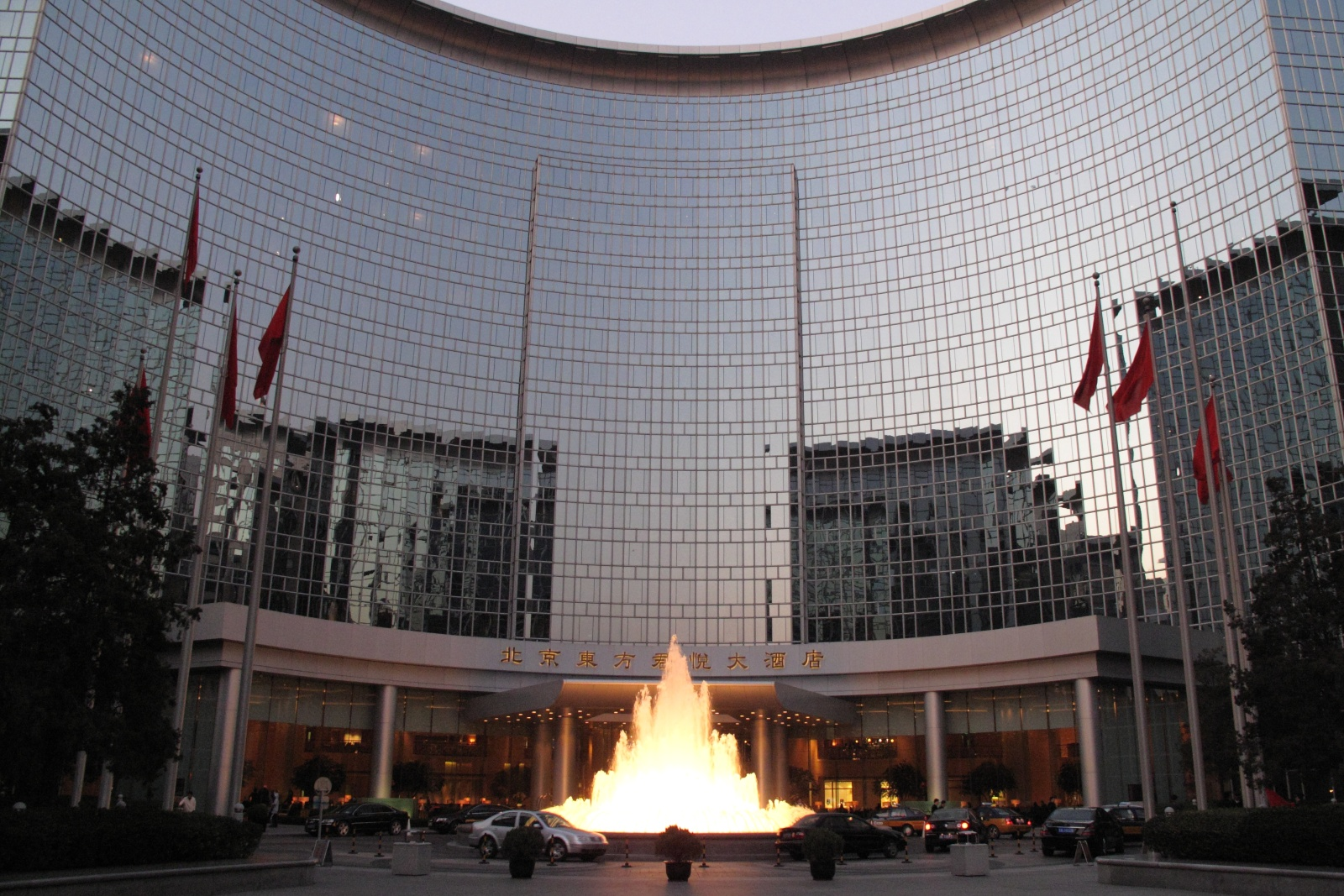

그랜드 하얏트 베이징(北京东方君悦大酒店, Grand Hyatt Beijing)은 중국 베이징 동청지역에 있는 호텔이다. 하얏트 호텔 체인점 중 하나이다.
이 호텔은 지하철 1호선 왕푸징 역 A출구에서 도보 5분 거리에 있으며 베이징 서우두 국제공항에서 차로 33분이면 도착하는 편리한 입지 조건에 있다.
이 호텔의 모든 객실에는 슬리퍼 및 미니 바 등이 있고 욕실에는 목욕 가운 및 샤워 시설이 갖추어져 있다.
천안문광장 전경을 자랑하며, 사우나, 수영장, 한증욕 등을 포함한 여러 시설을 이용가능하다.

## 시설 정보
체크인은 14시, 체크아웃은 12시이다.

### 객실
그랜드 하얏트 베이징의 718개 객실로 클럽 스위트 트윈, 클럽 스위트 킹, 그랜드 이그제큐티브 스위트, 앰버서버 스위트, 디플로맷 스위트, 프레지덴셜 스위트가 있다.

### 편의 서비스
호텔의 모든 객실에는 슬리퍼 및 미니 바 등이 갖추어져 있다.
무료 와이파이와 공항 셔틀이 제공되며, 실내 수영장과 마사지, 사우나 그리고 호텔 내 상점을 이용할 수 있다.
또, 자전거 대여와 환전, 모닝콜 서비스, 아이 돌봄 서비스, 룸 서비스, 예매 서비스 등을 이용할 수 있다.